# 中標津町総合文化会館
中標津町総合文化会館（なかしべつちょうそうごうぶんかかいかん）は、北海道標津郡中標津町にある施設。文化会館、公民館、図書館機能を持つ複合施設になっている。この項目では、中標津町図書館（なかしべつちょうとしょかん）についても記載している。

## 概要
愛称は「しるべっと」であり、中標津町の町名にある「標」（しるべ）が道案内や導きの意味を持つことから、「知るべ」の地点である「スポット」を掛け合わせた複合語として公募によって名づけられた。中標津駅跡地に芸術・文化の振興、生涯学習の推進を目的に設置しており、各団体が「しるべっと」を拠点に活動している。付随施設である多目的広場（しるべっと広場）は『なかしべつ夏祭り』や『なかしべつ冬まつり』などの会場として使用している。

## 施設
文化会館機能
- 大ホール（しるべっとホール）
  - 1階（固定席677席・車椅子席6席）
  - 2階（固定席333席）
- 舞台（間口18 m、高さ8 m、奥行き14.8 m）
- リハーサル室
- 楽屋

公民館機能
- コミュニティホール
  - 306席（電動216席・スタッキング90席）
- 会議室、展示室、研修室、和室、実習室、工芸室、美術室

図書館機能
- 開館時間：10:00 - 19:00
- 休館日：毎月第1・第3月曜日（祝日の場合は翌日）、年末年始（12月29日から1月5日）、特別図書整理日
- 一般図書コーナー
- 児童図書コーナー
- 視聴覚室、郷土資料室

## アクセス・駐車場
中標津町交通センター隣に位置している。
- 駐車場
  - 乗用車：420台
  - 大型車：6台